# 亚尼奇
49°2′5″N 32°33′40″E / 49.03472°N 32.56111°E
亚尼奇（烏克蘭語：Яничі），2024年9月前称为伊萬尼夫卡（烏克蘭語：Іванівка），是位於烏克蘭中部的村莊，由切爾卡瑟州切爾卡瑟區的奇希林市鎮負責管轄。該村處於伊爾克利河畔，始建於1650年，海拔高度180米，2001年人口859。
2024年9月19日，乌克兰最高拉达将该村的名字改为“亚尼奇”。